# 32768 (szám)
A 32768 természetes szám, a 2 15. hatványa.

## A szám tulajdonságai
- Páros szám, összetett szám, 16 osztója van.
- A megelőző prímszám 32749, a következő prím 32771.
- Ez egy Jordan–Pólya-szám, mivel (2!)15 alakban írható fel.[1]
- Ez egy tau szám, mert osztható osztóinak számával, 16-tal.
- Ez egy ABA szám, mert A·BA alakban felírható, ahol A=2, B=128, azaz egyenlő 2·1282-nel.
- Ez egy praktikus szám, mert az összes nála kisebb pozitív egész szám kifejezhető egymástól különböző osztóinak összegével.
- Ez egy hiányos szám, mert a kétszerese nagyobb, mint az osztóinak összege.

## A szám a tudománytörténetben
Mivel az egységnyi sugarú kör területe π, így a körbe és a kör köré írt szabályos sokszögek területének sorozata ehhez az értékhez tart. Adrien-Marie Legendre (1752-1833) francia matematikus szerint a beírt és a köré írt 32768 oldalú szabályos sokszögek területe az első hét tizedesjegyet tekintve megegyezik a π értékével: 3,1415926, így ez lesz a kör területe is. A körbe és a kör köré írt sokszögek területének Legendre-féle közelítő levezetését ismerteti táblázatos formában a Vörösmarty Mihály által szerkesztett Tudományos Gyűjtemény 1829-ben kiadott 13. száma is, a kör négyszögesítéséről megjelent tanulmányban. Egy 32768 oldalú sokszög megszerkeszthető vonalzóval és szögmérővel.

## A szám a technikatörténetben
Az 1970-es évektől a 16 bites (például a szinte kizáróagosan elterjedt Intel 8086 és a Motorola 68000) mikroprocesszorokra épülő eszközök olyan jelentős mértékben terjedtek el az egész világon, hogy ezeknek az egész szám (integer) értéktartománya sok alkalmazás szélső korlátját jelentette. Például 32768 volt
- az 1 GHz-es oszcilloszóp mintavétel felvétel maximális hossza;[5]
- a PSA-100 típusú FFT spektrumanalizátor 32768-szorosan tudta a spektrumot zoomolni bármely vonal környezetében;[6]
- a Shuttle Radar Topography Mission (SRTM) alkalmazása során a számnak a hardver által biztosított szélsőértékét kihasználva a 32768-at rendelték azokhoz a képpontokhoz, ahol nem sikerült értékelhető radarvisszhangot rögzíteni;[7]
- A Mariner űrkutatási programhoz készült memória négy db 3x3 hüvelykes négyrétegü hibrid lapból állt és mindegyik 2048 darab 16 bites szót, azaz 32768 bitet tartalmazott;[8]
- az IBM 7094/2 gép memóriakapacitása is 32768 36-jegyű diadikus szám volt;[9]
- az ESZR gépcsalád R-10 számítógépen alapuló oktatórendszer EPL nyelvű programja számlálói értéktartományának alsó szélsőértékei;[10]
- a Turbo Pascal legkisebb egész (integer) értéke is 32768 volt negatív előjellel.